# Berty Tovias
Berty Tovías (1952, Barcelona) es un actor, director teatral y profesor de teatro. Dirige la escuela Estudis Berty Tovias en Barcelona y es uno de los más reconocidos especialistas en movimiento y en la pedagogía de Jacques Lecoq.

## Trayectoria profesional
Berty Tovías se licencia en 1976 por el Instituto del Teatro de Barcelona y en seguida entra a formar parte de la compañía Dagoll Dagom donde cosecha un gran éxito con obras como Antaviana o La nit de Sant Joan.
Durante 1982, 1983 y 1984 estudia interpretación en L’École International de Théâtre Jacques Lecoq de París, al tiempo que realiza el LEM (Laboratoire d'Étude du Mouvement).
De vuelta en Barcelona trabaja como actor en teatro, cine y televisión. Dirige numerosos montajes entre los que cabe destacar ...Ño! de Pepe Rubianes. Participa como director invitado en la ceremonia de inauguración de las Olimpiadas de Barcelona de 1992.
Desde su estancia en París su interés se centra en la enseñanza. Empieza su trayectoria como profesor impartiendo lecciones en un pequeño local del barrio Gótico barcelonés: El Col·legi. Durante sus 10 años como director pedagógico (1986-1997) hace de este centro una de las principales escuelas de teatro de Barcelona.
Desde 1989 también es profesor de interpretación en el Instituto del Teatro de Barcelona e imparte a menudo cursos tanto en España como en el extranjero (Escuela de Opera de Barcelona, Escuela Navarra de Teatro, Academia Nazionale d’Arte Dramática S. D’Amico en Roma, Scuola Europea per l’Arte dell’Attore etc.). 
En 1997 viaja a Madrid con sus alumnos para participar activamente en el homenaje a Jacques Lecoq. Ese mismo año, apoyado por el propio Lecoq,  funda en Barcelona su propio centro: Estudis Berty Tovías. Escuela Internacional de Teatro.
En la actualidad Berty Tovías compagina su labor docente con la dirección de montajes teatrales entre los que cabe destacar “La muerte de Marguerite Duras” de Tato Pavlovsky, estrenada en Buenos Aires o “Inferno” de Felipe Cabezas. En 2016 dirige la puesta en escena de la obra "Una vida en el teatro" de David Mamet, dirigida por Moisès Maicas y protagonizada por Enric Majó y Dafnis Balduz. 

## Alumnos destacados
- Sergi López
- Jordi Mollà
- Merche Ochoa
- Jordi Sánchez
- Àlex Casanovas
- Maria Lanau
- Edu Soto
- Alba Florejachs
- Jordi Ríos
- Manel Fuentes
- Bruno Oro Pichot
- Santi Millán
- Andrea Trepat
- Anna Barrachina
- Guillem Albà
- Riccardo Forneris actor clown italiano